# Radio Čapljina
Radio Čapljina je javna lokalna radijska postaja čije je sjedište u Čapljini, BiH. Emitira na hrvatskom jeziku na 91,3 MHz FM i na internetu.
Programsku shemu čine glazba, novosti i aktualne teme. Prenose vijesti Federalnog radija, prenose Dnevnik HR, emitiraju vlastite vijesti, servisne informacije, najave događanja, vlastite emisije su U žiži, Aktualnosti Radiopostaje Čapljina, Fena u eteru, Katolički vjerski program (prenose Radio Herceg Bosne), tematske emisije su Sportski blok, Razgovor s povodom, Slušatelji pitaju mi odgovaramo, S gostima o aktualnom, humoristična emisija, Zoom-vaš glas u medijima (Vijeće za tisak). Glavni dio programa je od 7 do 21 s vijestima triput tijekom noći i ranog jutra.
RDS-PS je CAPLJINA, RDS-PI je F025, emitira s odašiljača Čapljina/Crno brdo na 440 m nadmorske visine ERP-a 1 kW. Zemaljskim antenskim sustavom pokriva područje promjera 100 kilometara na kojemu živi oko 100.000 stanovnika.
Program je počela emitirati 26. listopada 1976. i program emitira neprekidno sve do danas. Do 1990. bila je jedna od pet radijskih postaja Hrvata u BiH. Tijekom rata promijenila ime u Hrvatski radio Čapljina.

## Vanjske poveznice
- Službene stranice
- Facebook